# Ab ovo
Ab ovo és una locució que significa, literalment, “des de l'ou” i, en sentit ampli, “des de l'origen”, “des del principi”. Prové d'Horaci que l'aplica als poetes que, al contrari d'Homer (el qual usa la tècnica d'in medias res), inicien la narració des de l'inici. Al·ludeix a l'ou doble o als dos ous postos per Leda, després d'aparellar-se amb Zeus metamorfitzat en cigne, dels quals va néixer Hèlena juntament amb els seus germans, la causa de la guerra de Troia. Si Leda no hagués post l'ou, Hèlena no hauria nascut, així que Paris no podria haver-hi anat amb ella, de manera que no hi hauria hagut cap guerra de Troia.